# Consorti dei sovrani di Thurn und Taxis

## Baronessa e Contessa di Taxis
| Immagine | Nome                                      | Padre                                                                      | Nascita         | Matrimonio      | Diventò Consorte                | Cessò di essere Consorte                | Morte                   | Coniuge                   |
| -------- | ----------------------------------------- | -------------------------------------------------------------------------- | --------------- | --------------- | ------------------------------- | --------------------------------------- | ----------------------- | ------------------------- |
|          | Genoveffa von Taxis                       | Seraphin II von Taxis (Taxis)                                              | ?               | 8 ottobre 1584  | 5 maggio 1612 ascesa del marito | 7 luglio 1624 morte del marito          | dopo il 14 gennaio 1628 | Lamoral I                 |
|          | Alessandrina de Rye                       | Philibert Bar de Balançon, conte de Varax                                  | 1º agosto 1589  | 31 gennaio 1616 | 7 luglio 1624 ascesa del marito | 23 maggio 1628 morte del marito         | 26 dicembre 1666        | Leonardo                  |
|          | Anna di Horne                             | Philippe Lamoral de Hornes, conte de Houtekercke et de Herlies (Horne)     | 20 marzo 1629   | 6 febbraio 1650 | 6 febbraio 1650                 | 13 settembre 1676 morte del marito      | 25 giugno 1693          | Lamoral Claudio Francesco |
|          | Anna Adelaide di Fürstenberg-Heiligenberg | Ermanno Egon, Conte di Fürstenberg-Heiligenberg (Fürstenberg-Heiligenberg) | 16 gennaio 1659 | 24 marzo 1678   | 24 marzo 1678                   | 1695 creazione del marito come Principe | 13 novembre 1701        | Eugenio Alessandro        |

## Principessa di Thurn und Taxis
| Immagine | Nome                                                       | Padre                                                                                               | Nascita          | Matrimonio        | Diventò Principessa                     | Cessò di essere Principessa       | Morte             | Coniuge               |
| -------- | ---------------------------------------------------------- | --------------------------------------------------------------------------------------------------- | ---------------- | ----------------- | --------------------------------------- | --------------------------------- | ----------------- | --------------------- |
|          | Anna Adelaide di Fürstenberg-Heiligenberg                  | Ermanno Egon, Conte di Fürstenberg-Heiligenberg (Fürstenberg-Heiligenberg)                          | 16 gennaio 1659  | 24 marzo 1678     | 1695 creazione del marito come Principe | 13 novembre 1701                  | 13 novembre 1701  | Eugenio Alessandro    |
|          | Augusta di Hohenlohe-Waldenburg-Schillingsfürst            | Luigi Gustavo, Conte di Hohenlohe-Waldenburg-Schillingsfürst (Hohenlohe-Waldenburg-Schillingsfürst) | 11 novembre 1675 | 21 novembre 1703  | 21 novembre 1703                        | 21 settembre 1711                 | 21 settembre 1711 | Eugenio Alessandro    |
|          | Maria Ludovica Anna di Lobkowicz                           | Ferdinand August, Principe di Lobkowicz, Duca di Sagan (Lobkowicz)                                  | 20 ottobre 1683  | 10 gennaio 1703   | 21 febbraio 1714 Ascesa del marito      | 8 novembre 1739 morte del marito  | 20 gennaio 1750   | Anselmo Francesco     |
|          | Luisa di Lorena                                            | Luigi di Lorena, principe di Lambesc (Lorena)                                                       | 22 luglio 1722   | 22 marzo 1745     | 22 marzo 1745                           | 6 gennaio 1747                    | 6 gennaio 1747    | Alessandro Ferdinando |
|          | Maria Enrichetta Giuseppa di Fürstenberg-Stühlingen        | Giuseppe Guglielmo, Principe di Fürstenberg-Stühlingen (Fürstenberg-Stühlingen)                     | 31 marzo 1732    | 21 settembre 1750 | 21 settembre 1750                       | 4 giugno 1772                     | 4 giugno 1772     | Alessandro Ferdinando |
|          | Augusta Elisabetta di Württemberg                          | Carlo Alessandro, Duca di Württemberg (Württemberg)                                                 | 30 ottobre 1734  | 3 settembre 1753  | 17 marzo 1773 ascesa del marito         | 1776 divorzio                     | 4 giugno 1787     | Carlo Anselmo         |
|          | Teresa di Meclemburgo-Strelitz                             | Carlo II, Granduca di Meclemburgo-Strelitz (Meclemburgo-Strelitz)                                   | 5 aprile 1773    | 25 maggio 1789    | 13 novembre 1805 ascesa del marito      | 15 luglio 1827 morte del marito   | 12 febbraio 1839  | Carlo Alessandro      |
|          | Guglielmina di Dörnberg                                    | Ernesto, Barone di Dörnberg (Dörnberg)                                                              | 6 marzo 1803     | 24 agosto 1828    | 24 agosto 1828                          | 14 maggio 1835                    | 14 maggio 1835    | Massimiliano Carlo    |
|          | Matilde Sofia di Oettingen-Oettingen e Oettingen-Spielberg | Giovanni Aloisio III, Principe di Oettingen-Oettingen e Oettingen-Spielberg (Oettingen-Spielberg)   | 9 febbraio 1816  | 24 gennaio 1839   | 24 gennaio 1839                         | 10 novembre 1871 morte del marito | 20 gennaio 1886   | Massimiliano Carlo    |
|          | Margherita Clementina d'Asburgo-Lorena                     | Arciduca Giuseppe Carlo d'Austria, Palatino d'Ungheria (Asburgo-Lorena)                             | 6 luglio 1870    | 15 luglio 1890    | 15 luglio 1890                          | 22 gennaio 1952 morte del marito  | 2 maggio 1955     | Alberto I             |
|          | Isabella Maria di Braganza                                 | Miguel, Duca di Braganza (Braganza)                                                                 | 19 novembre 1894 | 23 novembre 1920  | 22 gennaio 1952 ascesa del marito       | 12 January 1970                   | 12 January 1970   | Francesco Giuseppe    |
|          | Gloria di Schönburg-Glauchau                               | Joachim, Conte von Schönburg-Glauchau (Schönburg-Glauchau)                                          | 23 febbraio 1960 | 31 maggio 1980    | 26 aprile 1982 ascesa del marito        | 14 dicembre 1990 morte del marito | in vita           | Giovanni              |
| Vacante  |                                                            | |                  |                   |                                         |                                   |                   |                       |